# Пионерское (Карагандинская область)
Пионерское (каз. Пионерское) — село в Осакаровском районе Карагандинской области Казахстана. Административный центр Пионерского сельского округа. Находится примерно в 32 км к востоку от районного центра, посёлка Осакаровка. Код КАТО — 355669100.
До 1995 года в селе были:
Ремонтно-механический завод всесоюзного значения, построенный в 1959 году, на котором производился ремонт сельхозтехники, насосов, а также было производство колодцевых колонок;
совхоз «Ишимский», который держал 200—400 голов КРС молочного направления, а также сельхозугодья для посева житняка и силосных культур (кукурузы, подсолнечника), пшеницы и ячменя и пр. Молоко полученное от коров совхоза и коров местного населения и близлежащих сел (Литвинское, Центральное, Приишимское, Крещеновка) сдавалось на местный маслозавод, который располагался в километре от села;
ПТУ (всесоюзного значения), где ученики обучались таким специальностям, как: тракторист, механизатор, слесарь, также можно было обучиться вождению и получить права по категориям А, Б, С. При ПТУ существовало общежитие, так как в нём проходили обучение не только местные жители и жители близлежащих сел, но и приехавшие из союзных республик (например, с Чехословакии). При ПТУ были закреплены так же сельхозугодья и небольшая ферма по содержанию КРС;
так же имелось 2 садика для детей: ясельной, младшей, средней и старшей групп;
2-х этажная больница с приемным покоем.
Есть:
детский дом,
сельская школа,
также сравнительно недавно построена сельская амбулатория.
Остатки от бывшего совхоза «Ишимский» приватизированы в крестьянское хозяйство.

## География
Село расположено на правом берегу реки Ишим.

## Население
В 1999 году население села составляло 1236 человек (622 мужчины и 614 женщин). По данным переписи 2009 года, в селе проживали 984 человека (478 мужчин и 506 женщин).